# Jasper United FC
Jasper United FC – nigeryjski klub piłkarski z siedzibą w mieście Onitsha, działający w latach 1991–2003, grający niegdyś w pierwszej lidze.

## Historia
Zespół został założony przez Jude Ezechukwu w 1991 pod nazwą Premier Breweries FC. Nazwę na Jasper United FC zmieniono w 1994. Rok po tej zmianie klub awansował do Nigeria Premier League. Dwa następne sezony były najlepszymi w historii klubu, ponieważ kończył rozgrywki na drugim miejscu w lidze, oba ze stratą jednego punktu do ówczesnego mistrza. Klub spadł z ligi w 2003, a rok później został rozwiązany.

## Sukcesy
- I liga[1]:
  - wicemistrzostwo (3): 1996, 1997

## Występy w afrykańskich pucharach
| Sezon | Rozgrywki  | Runda       | Kraj         | Klub                         | Dom | Wyjazd | Dwumecz      |
| ----- | ---------- | ----------- | ------------ | ---------------------------- | --- | ------ | ------------ |
| 1997  | Puchar CAF | 1           | Liberia      | Mighty Barolle               | –   | –      | –            |
| 1997  | Puchar CAF | 2           | Maroko       | Chabab Mohammédia            | 2–0 | 0–2    | 2–2 (k. 4–3) |
| 1997  | Puchar CAF | ćwierćfinał | Madagaskar   | DSA Antananarivo             | 2–0 | 0–0    | 2–0          |
| 1997  | Puchar CAF | półfinał    | Angola       | Atlético Petróleos de Luanda | 2–1 | 1–4    | 3–5          |
| 1998  | Puchar CAF | 1           | Burkina Faso | ASFA Yennenga                | 0–0 | 2–2    | 2–2          |
| 1998  | Puchar CAF | 2           | Czad         | AS CotonTchad                | 2–2 | 0–1    | 2–3          |

## Stadion
Domowe mecze klub rozgrywał na stadionie o nazwie Ikpeazu Memorial Stadium w Onitshy, który mógł pomieścić 5 tys. widzów.